# 大久保正
大久保 正（おおくぼ ただし、1919年 - 1980年9月）は、日本の国文学者、万葉学者。上代文学が専門。
1943年、東京帝国大学国文科卒。東京外国語大学助教授、北海道大学教授、国文学研究資料館教授。在職中に逝去。

## 著書
- 『本居宣長の万葉学』大八洲出版、1947
- 『万葉の伝統』塙書房、1957
- 『古事記』さ・え・ら書房、1958　私たちの日本古典文学
- 『江戸時代の国学』至文堂、1963　日本歴史新書
- 『上代日本文学概説』秀英出版、1963
- 『万葉集の諸相』明治書院、1980
- 『大久保正全歌集』芸林発行所、1981　芸林叢書
- 『万葉集東歌論攷』塙書房、1982

## 編著・校訂
- 『新古今和歌集 隠岐本』校訂　古典文庫、1949
- 『徒然草』校訂　いてふ本刊行会　1953
- 『日本文学全史　1上代』編　学燈社、1978
- 『万葉とその伝統』編　桜楓社、1980
- 『国文学未翻刻資料集』編　桜楓社、1981
- 『古事記歌謡 全訳注』1981　講談社学術文庫
- 『日本書紀歌謡』全訳注　1981　講談社学術文庫

## 参考
- 「万葉集東歌論攷」略歴